# Leptarciella guangdongensis
Leptarciella guangdongensis är en insektsart som beskrevs av Io och Wang 1986. Leptarciella guangdongensis ingår i släktet Leptarciella och familjen vedstritar. Inga underarter finns listade i Catalogue of Life.